# C/2013 K1 Christensen
C/2013 K1 (Christensen) è una cometa periodica scoperta il 18 maggio 2013 che, a causa della lunghezza del suo periodo di rivoluzione e per non avere ancora due passaggi al perielio osservati, viene definita cometa non periodica. La cometa ha una MOID con la Terra di sole 0,0614 UA pari a poco meno di 9.200.000 km.